# Prueba χ²

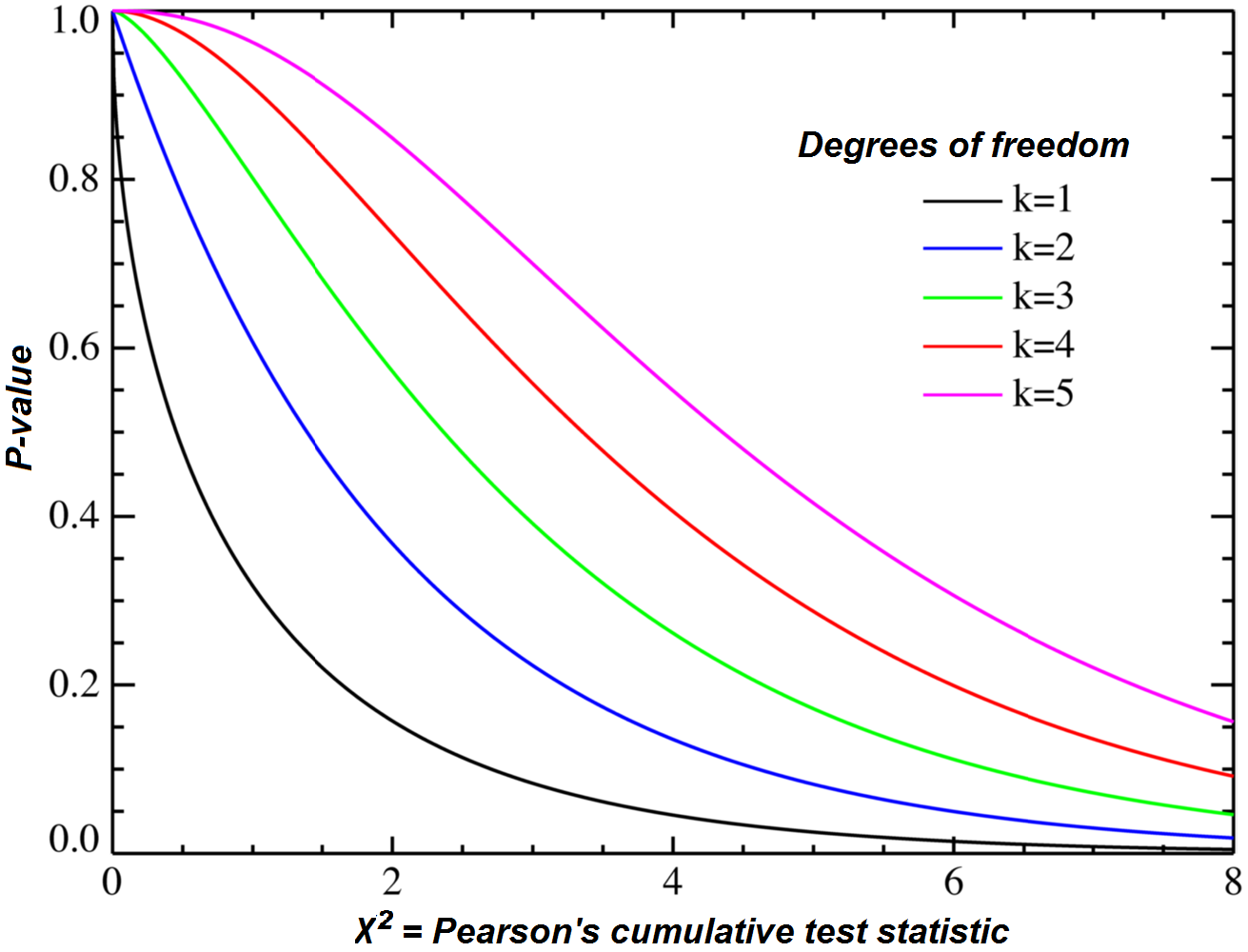
Distribución χ², mostrando χ^{2} en el eje x y el valor p (probabilidad de cola derecha) en el eje y

En estadística y estadística aplicada se denomina prueba χ² (pronunciado como «ji al cuadrado» y a veces como «chi al cuadrado») a cualquier prueba en la que el estadístico utilizado sigue una distribución χ² si la hipótesis nula es cierta. Algunos ejemplos de pruebas χ² son:
- La prueba χ² de Pearson, la cual tiene numerosas aplicaciones:

- La prueba χ² de frecuencias
- La prueba χ² de independencia
- La prueba χ² de bondad de ajuste

- La prueba χ² de Pearson con corrección por continuidad o corrección de Yates
- La prueba de Bartlett de homogeneidad de varianzas

La prueba es válida cuando la estadística de la prueba es distribuida chi-cuadrado bajo la hipótesis nula, específicamente prueba chi-cuadrado de Pearson y variantes de la misma. La prueba ji-cuadrado de Pearson se utiliza para determinar si existe una diferencia estadísticamente significativa entre la frecuencia esperada y las frecuencias observadas en una o más categorías de una tabla de contingencia. Para tablas de contingencia con tamaños de muestra más pequeños, se utiliza en su lugar una prueba exacta de Fisher. 
En las aplicaciones estándar de esta prueba, las observaciones se clasifican en clases mutuamente excluyentes. Si la hipótesis nula de que no hay diferencias entre las clases de la población es cierta, la estadística de prueba calculada a partir de las observaciones sigue una χ2 distribución de frecuencias. El propósito de la prueba es evaluar qué probabilidad tendrían las frecuencias observadas suponiendo que la hipótesis nula es cierta.
Los estadísticos de prueba que siguen una distribución χ2 ocurren cuando las observaciones son independientes. También hay pruebas χ2 para probar la hipótesis nula de independencia de un par de variables aleatorias basadas en observaciones de los pares.
Pruebas chi-cuadrado suele referirse a pruebas para las que la distribución del estadístico de prueba se aproxima a la distribución χ2 asintóticamente, lo que significa que la distribución muestral (si la hipótesis nula es cierta) del estadístico de prueba se aproxima cada vez más a una distribución chi-cuadrado a medida que aumentan los tamaños de muestra.

## Historia
En el siglo XIX, los métodos de análisis estadístico se aplicaban principalmente en el análisis de datos biológicos y era habitual que los investigadores asumieran que las observaciones seguían una distribución normal, como Sir George Airy y Mansfield Merriman, cuyos trabajos fueron criticados por Karl Pearson en su artículo de 1900.
A finales del siglo XIX, Pearson se dio cuenta de la existencia de una asimetría significativa en algunas observaciones biológicas. Para modelar las observaciones independientemente de que fueran normales o sesgadas, Pearson, en una serie de artículos publicados entre 1893 y 1916, desarrolló la distribución de Pearson, una familia de distribuciones de probabilidad continua, que incluye la distribución normal y numerosas distribuciones sesgadas, y propuso un método de análisis estadístico consistente en utilizar la distribución de Pearson para modelar las observaciones y realizar pruebas de bondad de ajuste para determinar si un modelo se ajusta a las observaciones.

### Prueba chi-cuadrado de Pearson
En 1900, Pearson publicó un trabajo sobre la prueba χ2 el cual es considerado una de las piedras fundacionales de la estadística moderna. En este trabajo, Pearson investigó una prueba de bondad de ajuste.
Suponiendo que se clasifican n observaciones de una muestra aleatoria de una población en k clases mutuamente exclusivas con número respectivos observados xi (para i = 1,2,…,k), y una hipótesis nula de la probabilidad  pi que una observación se encuentre dentro de la clase i-ésima. Por lo que se tienen los números esperados mi = npi para todo i, donde
{\displaystyle {\begin{aligned}&\sum _{i=1}^{k}{p_{i}}=1\\[8pt]&\sum _{i=1}^{k}{m_{i}}=n\sum _{i=1}^{k}{p_{i}}=n=\sum _{i=1}^{k}{x_{i}}\end{aligned}}}
Pearson propuso que, bajo la hipótesis de que la hipótesis nula es cierta, en la medida que n → ∞ la distribución límite de la cantidad indicada abajo es la distribución χ2.
{\displaystyle X^{2}=\sum _{i=1}^{k}{\frac {(x_{i}-m_{i})^{2}}{m_{i}}}=\sum _{i=1}^{k}{{\frac {x_{i}^{2}}{m_{i}}}-n}}

## Otros ejemplos de pruebas chi-cuadrado
Un test estadístico que sigue exactamente una distribución chi-cuadrado es la prueba de que la varianza de una población normalmente distribuida tiene un valor determinado basado en una  varianza muestral. Este tipo de pruebas son poco comunes en la práctica porque la verdadera varianza de la población suele ser desconocida. Sin embargo, existen varias pruebas estadísticas en las que la distribución chi-cuadrado es aproximadamente válida:

### Prueba exacta de Fisher
Para una prueba exacta utilizada en lugar de la prueba de chi-cuadrado 2 × 2 para la independencia, véase Prueba exacta de Fisher.

### Prueba binomial
Para una prueba exacta utilizada en lugar de la prueba chi-cuadrado 2 × 1 para la bondad del ajuste, véase prueba binomial.

### Otras pruebas de chi al cuadrado
- Prueba de McNemar, utilizada en ciertas tablas 2 × 2 con emparejamiento.
- Prueba de aditividad de Tukey
- La Prueba portmanteau en  análisis de series temporales, que prueba la presencia de autocorrelación
- Prueba de la razón de verosimilitud en  modelización estadística general, para comprobar si hay pruebas de la necesidad de pasar de un modelo simple a otro más complicado (donde el modelo simple está anidado dentro del complicado).

## Corrección de Yates para la continuidad
El uso de la distribución chi-cuadrado para interpretar la estadística chi-cuadrado de Pearson requiere que uno asuma que la discreta probabilidad de las frecuencias binomiales observadas en la tabla puede ser aproximada por la distribución chi-cuadrado continua. Esta suposición no es del todo correcta e introduce algún error.
Para reducir el error de aproximación, Frank Yates sugirió una corrección por continuidad que ajusta la fórmula de la prueba de chi-cuadrado de Pearson restando 0,5 a la diferencia absoluta entre cada valor observado y su valor esperado en una tabla de contingencia 2 × 2. Esto reduce el valor chi-cuadrado obtenido y, por tanto, aumenta su p-valor.

## Prueba de chi-cuadrado para la varianza en una población normal
Si se toma una muestra de tamaño n de una población que tiene una distribución normal, entonces hay un resultado (ver distribución de la varianza de la muestra) que permite realizar una prueba de si la varianza de la población tiene un valor predeterminado. Por ejemplo, un proceso de fabricación podría haber estado en condición estable durante un largo período, lo que permitió determinar un valor para la varianza esencialmente sin error. Suponga que se está probando una variante del proceso, lo que da lugar a una pequeña muestra de n elementos de producto cuya variación se va a probar. El estadístico de prueba T en este caso, podría establecerse como la suma de cuadrados de la media de la muestra, dividida por el valor nominal de la varianza (es decir, el valor que se probará como sostenido). Entonces T tiene una distribución chi-cuadrado con n - 1 grados de libertad. Por ejemplo, si el tamaño de la muestra es 21, la región de aceptación para T con un nivel de significancia del 5% está entre 9,59 y 34,17.

## Ejemplo para determinar si un dado está bien equilibrado

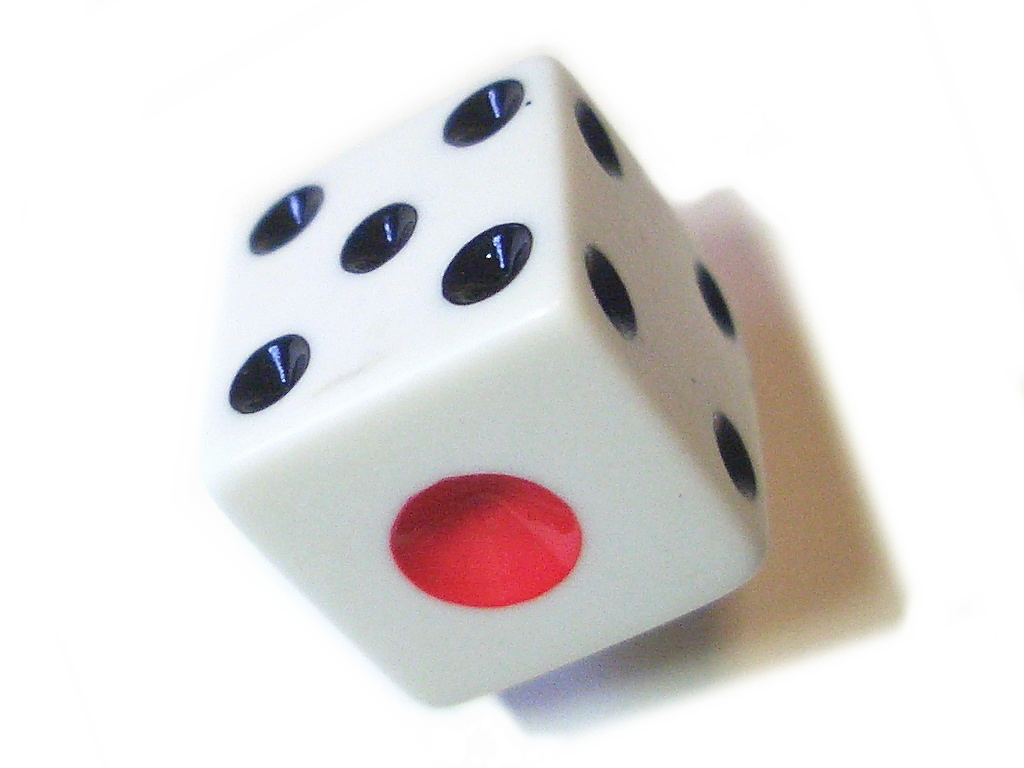
¿Está bien equilibrado el dado?

Deseamos probar la hipótesis según la cual un dado de seis caras no está manipulado, con un riesgo α = 0,05. La hipótesis que queremos rechazar (a la que llamamos hipótesis nula y que señalamos {\displaystyle H_{0}}) es, por tanto, la siguiente: “El dado está equilibrado”. Para ello, se lanza el dado 600 veces seguidas. Si está equilibrado, esperaríamos que de estos 600 lanzamientos, cada número caiga 100 veces. Supongamos que nuestro experimento da los siguientes resultados:
| número que sale | 1  | 2   | 3   | 4  | 5   | 6  |
| --------------- | -- | --- | --- | -- | --- | -- |
| número de veces | 88 | 109 | 107 | 94 | 105 | 97 |

es decir, obtuvimos 88 veces el número 1, 109 veces el número 2, etc. 
Considerando la hipótesis nula como verdadera, la variable T definida anteriormente vale: 
{\displaystyle {\frac {(88-100)^{2}}{100}}+{\frac {(109-100)^{2}}{100}}+{\frac {(107-100)^{2}}{100}}+{\frac {(94-100)^{2}}{100}}+{\frac {(105-100)^{2}}{100}}+{\frac {(97-100)^{2}}{100}}=3,\!44}.
El número de grados de libertad es 6 – 1 = 5. Efectivamente, 88 + 109 + 107 + 94 + 105 + 97 = 600 
y si sabemos, por ejemplo, el número de veces que obtenemos los dígitos del 1 al 5, sabemos la cantidad de veces que obtenemos el número 6: 600 – (88 + 109 + 107 + 94 + 105) = 97.
Por tanto, la variable estadística T sigue la ley de χ2 con cinco grados de libertad. Esta ley de χ2 da el valor por debajo del cual consideramos que el sorteo cumple con un riesgo α = 0,05 : P(T < 11,07) = 0,95. Dado que 3,44 < 11,07, no podemos rechazar la hipótesis nula: estos datos estadísticos no nos permiten considerar que el dado esté amañado.
Por otro lado, supongamos que nuestro experimento da el siguiente resultado:
| número que sale | 1  | 2   | 3  | 4  | 5   | 6  |
| --------------- | -- | --- | -- | -- | --- | -- |
| número de veces | 89 | 131 | 93 | 92 | 104 | 91 |

En este caso la variable T definida anteriormente vale:
{\displaystyle {\frac {(89-100)^{2}}{100}}+{\frac {(131-100)^{2}}{100}}+{\frac {(93-100)^{2}}{100}}+{\frac {(92-100)^{2}}{100}}+{\frac {(104-100)^{2}}{100}}+{\frac {(91-100)^{2}}{100}}=12,\!92}.
Dado que 12,92 > 11,07, esta vez podemos rechazar la hipótesis nula: estos datos estadísticos nos permiten considerar que el dado está amañado.

## Ejemplo de prueba chi-cuadrado para datos categóricos
Supongamos que hay una ciudad de 1.000.000 de habitantes con cuatro barrios: A, B, C, y D. Se toma una muestra aleatoria de 650 residentes de la ciudad y se registra su ocupación como Trabajadores de "cuello blanco", de "cuello azul" o "sin cuello". La hipótesis nula es que el barrio de residencia de cada persona es independiente de su clasificación ocupacional. Los datos se tabulan como:
|                          | A   | B   | C   | D   | Total |
| ------------------------ | --- | --- | --- | --- | ----- |
| de cuello blanco         | 90  | 60  | 104 | 95  | 349   |
| de cuello azul           | 30  | 50  | 51  | 20  | 151   |
| Ni cuello blanco ni azul | 30  | 40  | 45  | 35  | 150   |
| Total                    | 150 | 150 | 200 | 150 | 650   |
Tomemos la muestra que vive en el barrio A, 150, para estimar qué proporción de todo el 1.000.000 vive en el barrio A. Del mismo modo, tomamos 349650 para estimar qué proporción de los 1.000.000 son trabajadores de cuello blanco. Por el supuesto de independencia bajo la hipótesis de que deberíamos "esperar" el número de trabajadores de cuello blanco en el barrio A a ser
{\displaystyle 150\times {\frac {349}{650}}\approx 80.54}
Entonces en esa "celda" de la tabla, tenemos
{\displaystyle {\frac {\left({\text{observado}}-{\text{esperado}}\right)^{2}}{\text{esperado}}}={\frac {\left(90-80.54\right)^{2}}{80.54}}\approx 1.11}
La suma de estas cantidades sobre todas las celdas es el estadístico de prueba; en este caso, {\displaystyle \approx 24,57}. Bajo la hipótesis nula, esta suma tiene aproximadamente una distribución chi-cuadrado cuyo número de grados de libertad es
{\displaystyle ({\text{número de filas}}-1)({\text{número de columnas}}-1)=(3-1)(4-1)=6}
Si la estadística de la prueba es improbablemente grande según esa distribución chi-cuadrado, entonces se rechaza la hipótesis nula de independencia.
Una cuestión relacionada es la prueba de homogeneidad. Supongamos que, en lugar de dar a cada residente de cada uno de los cuatro barrios la misma oportunidad de ser incluido en la muestra, decidimos de antemano cuántos residentes de cada barrio vamos a incluir. En ese caso, cada residente tiene las mismas posibilidades de ser elegido que todos los residentes del mismo barrio, pero los residentes de los distintos barrios tendrían distintas probabilidades de ser elegidos si los cuatro tamaños de la muestra no son proporcionales a las poblaciones de los cuatro barrios. En tal caso, estaríamos probando la "homogeneidad" en lugar de la "independencia". La cuestión es si las proporciones de obreros, empleados y no empleados en los cuatro barrios son las mismas. Sin embargo, la prueba se realiza de la misma manera.

## Aplicaciones
En el criptoanálisis, la prueba chi-cuadrado se utiliza para comparar la distribución del texto plano y el texto cifrado (posiblemente) descifrado. El valor más bajo de la prueba significa que el descifrado tuvo éxito con alta probabilidad. Este método puede generalizarse para resolver problemas criptográficos modernos.
En bioinformática, la prueba de chi-cuadrado se utiliza para comparar la distribución de ciertas propiedades de los genes (por ejemplo, el contenido genómico, la tasa de mutación, la agrupación de redes de interacción, etc.) pertenecientes a diferentes categorías (por ejemplo, genes de enfermedades, genes esenciales, genes de un determinado cromosoma, etc.).